# النا سوسلووا
النا سوسلووا (انگلیسی: Elena Suslova؛ زادهٔ ۱۵ اکتبر ۱۹۸۴) بازیکن فوتبال اهل اتحاد جماهیر شوروی سوسیالیستی است.
وی همچنین در تیم ملی فوتبال زنان روسیه بازی کرده‌است.